# Geologists Island
Geologists Island (russisch Остров Геологов, deutsch Geologeninsel) ist eine 400 m lange Insel im Archipel der Südlichen Shetlandinseln. Sie liegt in der Einfahrt der Hydrographers Cove der Fildes-Halbinsel von King George Island.
Sowjetische Wissenschaftler benannten sie im Zuge von Vermessungen, die sie 1968 von der Bellingshausen-Station aus unternommen hatten. Das UK Antarctic Place-Names Committee übertrug diese Benennung 1978 ins Englische. In China ist die Insel in direkter Übersetzung als Dizhixuejia Dao (chinesisch 地质学家島) und unter dem Namen Gulang Yu (chinesisch 鼓浪嶼 Trommelwelleninsel) bekannt, wobei für letzteren die Insel Gulangyu im Gebiet der chinesischen Stadt Xiamen als Vorlage diente.